# 富樓那
富樓那（巴利語：或），全名富楼那弥多罗尼子（巴利语：Puṇṇa Mantānīputta，梵文Purna Maitrayani-putra），簡稱為邠耨、富娄那、富剌拏、弥多罗尼子，意译为满慈子、满祝子、满愿子。迦毗罗卫人，为释迦牟尼佛十大弟子之一，被譽為說法第一。
與佛陀同日出生。

## 名稱釋義
富樓那尊者，全名富楼那・弥多羅尼・弗多羅（梵文Purna -maitra-yani-putra）,又譯作布刺拏梅呾麗衍尼弗呾羅、分耨文陀尼子、邠祁文陀弗。
富樓那（Purna）為其名，又稱邠耨，意譯為'滿'，為滿足、具足之意。
彌多羅（maitra），源自梵文Maitrī，意譯為'慈’,有希望、願望、祝願、見到的意思，是一個常見的婆羅門姓，是富樓那母親的姓。從母姓而為名，乃印度之風習。
富多羅（putra），又作弗呾羅，意譯為'子'。
翻總名曰滿慈子，滿願子，滿祝子，滿見子等。

## 生平
富樓那为迦毗罗婆苏（即迦毗罗卫）人，父親為净饭王国师之子，母親相傳是阿若憍陈如的妹妹，属婆罗门种。容貌端正，自幼聪明，能解韦陀等诸论，长而厌俗，欲求解脱，遂于悉达太子（释迦牟尼佛）出城之夜，与朋友三十人同时于波梨婆遮迦法中出家，入雪山，苦行精进，终得四禅五通。佛最初成道时，于鹿野苑转法轮，富楼那聽聞佛陀已證道，至佛所在处，求出家受具足戒，后证得阿罗汉果。以其长于辩才，善于分别义理，后专事演法教化，因闻其说法而解脱得度者，多达九万九千人，故被誉为‘说法第一’。
富樓那是真修忍辱者，他想要將佛法傳播到西方輸盧那國，但聽說那個地方的人民凶悍粗暴，可是他仍然不畏懼被罵、被打、被殺，因此佛陀讚歎他是「善學忍辱」者。後來他在當地建立了興盛的僧團，三個月之後在當地入涅槃。

## 大乘佛教說法
《維摩詰所說經》記載維摩詰言「小乘智慧微淺猶如盲人」。
《法華經》〈五百弟子授記品〉記載，佛陀授記他未來成佛，號法明如來。他的佛國是淨土世界，沒有女人，眾生都是中性身，菩薩眾和阿羅漢無數。。